# Cantón de Angulema-Norte
El cantón de Angulema-Norte era una división administrativa francesa, que estaba situada en el departamento de Charente y la región de Poitou-Charentes.

## Composición
El cantón estaba formado por una fracción de la comuna que le daba su nombre:
- Angulema (fracción)

## Supresión del cantón de Angulema-Norte
En aplicación del Decreto nº 2014-195 de 20 de febrero de 2014, el cantón de Angulema-Norte fue suprimido el 22 de marzo de 2015 y la fracción de la comuna que le daba su nombre se unió con las demás para que, por medio de una reestructuración cantonal, fueran creados los nuevos cantones de Angulema-1, Angulema-2 y Angulema-3.